# Solaris (sistema operativo)

Árbol de familia de sistemas UNIX.

Solaris es un sistema operativo de tipo Unix desarrollado desde 1992 inicialmente por Sun Microsystems y actualmente propiedad de Oracle Corporation tras la adquisición de Sun por parte de esta. Sucesor de SunOS, es un sistema certificado oficialmente como versión de UNIX. Funciona en arquitecturas SPARC y x86 para servidores y estaciones de trabajo.

## Historia
El primer sistema operativo de Sun nació en 1983 y se llamó inicialmente SunOS. Estaba basado en el sistema UNIX BSD, de la Universidad de California en Berkeley, del cual uno de los fundadores de la compañía fue programador en sus tiempos universitarios. Más adelante incorporó funcionalidades del System V, convirtiéndose prácticamente en un sistema operativo totalmente basado en System V.
Esta versión basada en System V fue publicada en 1992 y  la primera en llamarse Solaris, más concretamente Solaris 2. Las anteriores fueron llamadas Solaris 1 con efecto retroactivo. SunOS solo tendría sentido a partir de ese momento como núcleo de este nuevo entorno operativo Solaris. De esta forma Solaris 2 contenía SunOS 5.0.
Desde ese momento se distingue entre el núcleo del sistema operativo (SunOS), y el entorno operativo en general (Solaris), añadiéndole otros paquetes como Apache o DTrace. Como ejemplo de esta función, Solaris 8 contiene SunOS 5.8.
Para Bob Young, fundador de ACC Corporation en 1993 y comprador de Red Hat en 1995, en ese momento Solaris funcionaba mejor que Linux y sirvió de inspiración en tomar los buenos aspectos de ello y agregarle la posibilidad a los usuarios de personalizarlo por medio del suministro del código fuente.

## Arquitecturas compatibles
Solaris usa una base de código común para las arquitecturas que soporta: SPARC y x86 (incluyendo AMD64/EM64T).
También fue portado a la arquitectura PowerPC (en plataforma PReP) en la versión 2.5.1, pero el soporte fue cancelado casi tan pronto como fue liberado.
En un tiempo se planeó la compatibilidad para el Itanium pero nunca se llevó al mercado.
Sun también tiene planes de implementar APIs de Linux en Solaris 10, permitiendo la ejecución de código objeto Linux de forma nativa en la plataforma x86, lo cual sería facilitado por el hecho de que ambos sistemas operativos utilizan el formato ejecutable Executable and Linkable Format. Por el momento, Sun ha adoptado la tecnología Lxrun y la ofrece como descarga gratuita, si bien no está incorporada a la distribución base.
Solaris tiene una reputación de ser muy adecuado para el multiprocesamiento simétrico (SMP), soportando un gran número de CPUs. También ha incluido soporte para aplicaciones de 64 bits SPARC desde Solaris 7.
Históricamente Solaris ha estado firmemente integrado con la plataforma hardware de Sun, SPARC, con la cual fue diseñado y promocionado como un paquete combinado.
Esto proporcionaba frecuentemente unos sistemas más fiables pero con un costo más elevado que el del hardware de PC.

Sun dejó ofrecer estaciones de trabajo basadas en arquitectura SPARC, reemplazándolas por algunos modelos basados en x86 y AMD64.

## Entornos de escritorio
El primer entorno de escritorio para Solaris fue OpenWindows. Fue reemplazado por CDE en la versión Solaris 2.5. El escritorio Java Desktop System, basado en GNOME, se incluye por defecto desde la versión Solaris 10.

## OpenSolaris
El código fuente de Solaris (con unas pocas excepciones) fue liberado bajo la licencia CDDL (Licencia Común de Desarrollo y Distribución) como un proyecto de software libre bajo el nombre OpenSolaris.
La licencia CDDL fue aprobada por la Open Source Initiative (OSI) como una licencia de código abierto y por la FSF como una licencia de software libre (aunque incompatible con la popular licencia GPL).
La base de OpenSolaris fue alimentada el 14 de junio de 2005 a partir de la entonces actual base de desarrollo de código de Solaris. Es posible descargar y licenciar versiones tanto binarias como en forma de código fuente sin costo alguno. Además, se añadió al proyecto OpenSolaris código para características venideras como soporte Xen. Sun anunció que las versiones futuras de Solaris se derivarán a partir de OpenSolaris.
En agosto de 2010, Oracle decidió interrumpir la publicación y distribución de OpenSolaris.

## Versiones
En orden descendente, las siguientes versiones de Solaris fueron liberadas a 2015:
| Versión de Solaris | Versión de SunOS | Fecha de publicación                                 | Descripción |
| ------------------ | ---------------- | ---------------------------------------------------- | --- |
| Solaris 11.3       |                  | 26 de octubre de 2015                                | Apertura de base de datos veinte veces más rápido así como redimensionamiento dinámico de memoria con estos objetos; encriptación de absolutamente todos los datos con apenas recarga de trabajo si utiliza procesadores SPARC M7 o S7; migración segura de máquinas virtuales al encriptar el envío; delegación de credenciales y privilegios en los tópicos exactos así como su expiración automática de roles; prevención de violación de memoria por medio del hardware Silicon Secured Memory; implantación segura de máquinas en racimos así como su despliegue desde imágenes seguras de solo lectura; monitorización automática y verificación de cumplimiento de parámetros de acuerdo a la políticas especificadas; mejor compresión y manejo de almacenamiento con Zettabye File System (ZFS). |
| Solaris 11         | SunOS 5.11       | 9 de noviembre de 2011                               | Nuevas características y realce (comparado a Solaris 10) en empaquetado de software, virtualización de red, virtualización de servidor, almacenamiento, seguridad y soporte de hardware. |
| Solaris 10         | SunOS 5.10       | 31 de enero de 2005                                  | Incluye soporte AMD64/EM64T, Dtrace, Solaris Containers, Service Management Facility (SMF) para reemplazar al sistema init.d, NFS v4. Modelo de seguridad basado en el menor privilegio. Se ha eliminado soporte para procesadores sun4m y UltraSPARC I a frecuencia menor que 200 MHz. Se ha añadido Java Desktop System como escritorio por defecto. Se ha añadido GRUB como cargador de arranque para plataformas x86. Se ha añadido soporte iSCSI. Se ha añadido soporte para el nuevo sistema de archivos, ZFS (versión 1/06). |
| Solaris 9          | SunOS 5.9        | 28 de mayo de 2002 (SPARC) 10 de enero de 2003 (x86) | iPlanet Directory Server, Resource Manager, Solaris Volume Manager. Añadida compatibilidad con Linux. Eliminado OpenWindows. Eliminado soporte para sun4d. La actualización más reciente es Solaris 9 9/05. |
| Solaris 8          | SunOS 5.8        | Febrero de 2000                                      | Incluye Multipath I/O, IPv6 y IPsec. Introduce RBAC (control de acceso basado en roles). Soporte para sun4c eliminado. La actualización más reciente es Solaris 8 2/04. |
| Solaris 7          | SunOS 5.7        | Noviembre de 1998                                    | La primera versión de 64 bits para plataforma UltraSPARC. Añadido soporte nativo para registro de metadatos en el sistema de archivos (UFS logging). |
| Solaris 2.6        | SunOS 5.6        | Julio de 1997                                        | Incluye protocolo Kerberos, PAM, TrueType, WebNFS, y soporte de archivos grandes. |
| Solaris 2.5.1      | SunOS 5.5.1      | Mayo de 1996                                         | Esta fue la primera y única versión que soportó la plataforma PowerPC. También se añadió soporte Ultra Enterprise, y los identificadores de usuario (uid_t) se expandieron a 32 bits. |
| Solaris 2.5        | SunOS 5.5        | Noviembre de 1995                                    | Primera versión en soportar UltraSPARC e incluir CDE, NFSv3 y NFS/TCP. |
| Solaris 2.4        | SunOS 5.4        | Noviembre de 1994                                    | Primera versión unificada SPARC/x86. Incluye soporte de ejecución OSF/Motif. |
| Solaris 2.3        | SunOS 5.3        | Noviembre de 1993                                    | OpenWindows 3.3 cambia de NeWS a Display PostScript y elimina soporte de SunView. Esta versión fue solo para SPARC. |
| Solaris 2.2        | SunOS 5.2        | Mayo de 1993                                         | Primera en soportar la arquitectura sun4d. Esta versión fue solo para SPARC. |
| Solaris 2.1        | SunOS 5.1        | Diciembre de 1992 (SPARC), mayo de 1993 (x86)        | Soporte para arquitectura Sun-4 y sun4m. Primera versión para Solaris x86. |
| Solaris 2.0        | SunOS 5.0        | Junio de 1992                                        | Primera versión preliminar, soporte solamente para la arquitectura sun4c. |

Solaris 7 ya no se distribuye pero aún está soportado. Las versiones anteriores no están soportadas.
Un resumen más comprensivo de algunas versiones de Solaris también está disponible. Las versiones de Solaris también se describen en el FAQ de Solaris 2.

## Versión en desarrollo
La base de código subyacente de Solaris ha estado bajo desarrollo constante desde que el trabajo empezó a finales de los años 1980 en lo que fue con el tiempo liberado como Solaris 2.0. Cada versión como Solaris 10 se basa en una instantánea (snapshot) de este tren de desarrollo, tomada cerca del momento de su liberación, que es después mantenida como un proyecto derivado.
Las actualizaciones a ese proyecto son construidas y entregadas varias veces al año hasta que sale la siguiente versión oficial.
En 2003 se inició una adición al proceso de desarrollo de Solaris. Bajo el nombre de programa Solaris Express, una instantánea del tren de desarrollo se hace ahora disponible para su descarga una vez al mes, permitiendo a cualquiera probar las nuevas características y probar la calidad y estabilidad del sistema a medida que progresa hacia la liberación de la siguiente versión oficial.
Dado que Solaris Express predata la liberación de Solaris como proyecto de código abierto, empezó como un programa solamente en forma de binarios, pero ahora hay una versión llamada Solaris Express: Community Release dirigida especialmente hacia desarrolladores OpenSolaris.
La versión de Solaris bajo desarrollo por Sun en 2010 se llamó Nevada y se deriva de la publicada a base de código OpenSolaris.
El 9 de noviembre de 2011 Oracle (ya adquirida Sun) presentó Solaris 11, la última versión disponible.

## Modelo de negocio
Si bien Solaris en un ordenador personal apenas necesita mantenimiento profesional, utilizado en una empresa es posible que el empresario quiera contratar los servicios del equipo de Sun para hacer rendir al máximo su negocio, exprimiendo todas las novedades en seguridad de redes y muchas más cosas. Sun fabrica hardware libre, como lo es la tecnología SPARC.

### Predictive Self-Healing[25]
Sun ha insertado en el núcleo del sistema operativo solaris un sistema denominado "Tecnología preventiva de auto recuperación" (PSH, Predictive Self-Healing). Con esta tecnología se reducen los riesgos y aumenta la disponibilidad del equipo, además PSH permite tomar medidas (diagnosticar, aislar, y recuperar los fallos existentes en los dispositivos de E/S o zonas en la memoria) para reducir daños por futuros peligros que puedan causar el caos en los sistemas y como resultado reducir los tiempos de caída, lo cual significa ahorrar tiempo y dinero.
Como bien se sabe, el sistema operativo es un software básico que controla una computadora; el sistema operativo tiene 3 principales funciones: coordina y manipula el hardware del ordenador o computadora; (como la impresora, la memoria, etc.), y gestiona los errores del hardware y la pérdida de datos;(el teclado, el mouse). Es por ello que Sun ha creado el PSH, cuya finalidad general es evitar los errores del sistema y/o minimizar el daño que estos puedan ocasionar.
Ventajas de las características del PSH del sistema operativo
- Disponibilidad de servicio y sistema mejorado a través de un diagnóstico y aislamiento de los componentes defectuosos.
- Diagnóstico automático y reinicio de componentes de hardware y software en milésimas de segundo.
- Administración simplificada para administrar servicios.

### DTrace
Denominado también rastreo dinámico, que busca el fondo y llega a la raíz de los problemas de rendimiento en tiempo real. Dicha herramienta trabaja utilizando sondas inteligentes del sistema que pueden acceder a áreas de más lento rendimiento o con cuellos de botella, estas sondas están dispersadas por todo el sistema, que ilumina cada rincón oscuro del sistema Solaris. Y además permite visualizar mejor la actividad del núcleo y de la aplicación. Y a la vez ofreciendo una visión operativa y una ganancia operativa no superada aún por otro sistema operativo.

### Solaris Containers[26]
Permite la creación de muchos ambientes privados de ejecución y una sola instancia de solaris. Cada ambiente tiene su propia identidad, independiente del hardware subyacente aunque se comporta como si se estuviera ejecutando en su propio sistema, permitiendo así que la consolidación sea un proceso sencillo, confiable y seguro. Y dado que los recursos del sistema están virtualizados, los administradores pueden incrementar la utilización del hardware, al tiempo que satisfacen los altos picos de demanda.

### ZFS, Zettabyte File System
Es un nuevo sistema de archivos dinámico del sistema operativo Solaris. Ofrece una administración sencilla que automatiza y consolida complicados conceptos de almacenamiento y por otro lado protege todos los datos con sumas de 64 bits que detectan y corrigen el daño de datos silenciosos. Es el primer sistema de archivos de 128 bits, ofrece una capacidad de 16.000 millones de veces superior a la de los sistemas de 32 o 64 bits, virtualmente es el único sistema de archivos con capacidad de almacenamiento prácticamente ilimitada.

### Process rights management[27]
Solaris 10 ofrece una solución para el modelo de usuario "todo o nada" mediante la integración de mínimos privilegios de seguridad directamente dentro de la base del sistema operativo. Gracias a esta nueva función, Solaris se mantiene como el único sistema operativo UNIX que ofrece este modelo de seguridad completamente integrado dentro de sus componentes del núcleo del sistema operativo, cada aplicación Solaris tiene una lista cerrada de los privilegios específicos impuestos por el núcleo, en lugar de un solo privilegio de raíz todopoderoso.
Libre de virus durante  más de 20 años, Solaris incluye la tecnología del Trusted Solaris ampliamente utilizada por el gobierno de los Estados Unidos para garantizar la seguridad de sus sistemas.

### Sun Update Connection[28]
Utilizando Solaris 10 los usuarios disponen de un servicio de actualizaciones que les permitirá estar al día con las innovaciones y el entorno del nuevo ambiente operativo.

### Compatibilidad garantizada[29]
Se asegura las aplicaciones escritas en versiones previas de Solaris pueden correr en Solaris 10 extendiendo la cobertura de compatibilidad hasta la versión de Solaris 2.6 la cual es una garantía sin precedentes en más de 7 años de lanzamiento de sistemas operativos en la industria. Además es capaz de correr la mayoría de las aplicaciones para GNU/Linux de forma nativa.